# Stazione di Manarola
La stazione di Manarola è una fermata ferroviaria posta sulla linea ferroviaria Genova-Pisa, a servizio del centro abitato di Manarola.

## Storia
La stazione fu inaugurata il 24 ottobre 1874, contestualmente alla tratta ferroviaria Sestri Levante-La Spezia.
Il 15 settembre 1913 a Manarola fu esteso il servizio merci.
Il raddoppio del binario fra Manarola e Riomaggiore fu attivato nel 1920 e prolungato il 14 novembre 1933 fino alla galleria Gaggiola, per essere definitivamente attivato fra Riomaggiore e Corniglia il 31 maggio 1959. In tale occasione furono realizzati un nuovo fabbricato viaggiatori e un piano caricatore per le merci, nonché la galleria pedonale per il collegamento con il paese.
Il 1º dicembre 1949 la stazione fu trasformata in assuntoria; attualmente l'impianto è una fermata impresenziata.
Nei mesi di giugno e luglio 2011 la stazione fu servita anche dai "Treni del Mare" gestiti dall'impresa privata Arenaways, fallita di lì a poco.

## Strutture e impianti
La fermata conta due binari, il primo utilizzato prevalentemente dai treni verso la Spezia, il secondo da quelli verso Genova. Un percorso pedonale in galleria, parallelo al binario, consente di raggiungere la vicina stazione di Riomaggiore.
Un secondo percorso pedonale realizzato all'aperto ai tempi della costruzione della linea rappresenta una meta suggestiva nota come "via dell'Amore".

## Movimento
La fermata è servita dalle relazioni regionali Trenitalia svolte nell'ambito del contratto di servizio con la Regione Liguria.
Da aprile a novembre la fermata è servita principalmente dal 5 Terre Express, servizio cadenzato ogni 30' tra La Spezia e Levanto.

## Servizi
La fermata dispone dei seguenti servizi:
- Biglietteria a sportello gestita dal Parco nazionale delle Cinque Terre.
- Biglietteria automatica
- Servizi igienici